# Marc Coiteux
Pour les articles homonymes, voir Coiteux.
Marc Coiteux est un avocat et journaliste culturel québécois.

## Biographie
Après une courte carrière d'avocat, il fait son entrée à MusiquePlus en septembre 1990 comme journaliste culturel pour l'émission Fax. Il épaulera aussi la cohorte[Quoi ?] de VJ lors d'émissions spéciales.
En 1994 et 1995, il anime une série coproduite par TV5 et MusiquePlus intitulée Clip Postal. En 1996, Marc Coiteux quitte MusiquePlus pour une carrière en réalisation à la télévision de la Société Radio-Canada, ainsi qu'à la radio.